# گریس (خواننده استرالیایی)
گریس (به انگلیسی: Grace) (زاده ۸ آوریل ۱۹۹۷) خواننده استرالیایی است.